# José Manuel Flores
José Manuel Flores Moreno, conhecido como Chico ou Chico Flores, (Cádiz, 6 de março de 1987) é um futebolista profissional espanhol que atua como defensor. Atualmente joga pelo Rubin Kazan.

## Carreira

### Swansea City
Em 10 de julho de 2012, Chico assinou com o Swansea City, time galês da Premier League Inglesa, por £2 milhões, se reunindo com seu ex-treinador do Mallorca, Michael Laudrup. Ele fez sua estréia no campeonato no dia 18 de agosto jogando os 90 minutos em uma vitória por 5-0 contra Queens Park Rangers.

### Rubin Kazan
Chico se transferiu para o Rubin Kazan, em 2018.

## Títulos
- Liga de Futebol do Catar 2016-2017: Campeão (Al-Duhail Sports Club)[1]
- Liga de Futebol do Catar 2014-2015: Campeão (Al-Duhail Sports Club)[2]